# John Owen (labdarúgó, 1883)
John Russell Owen, becenevén Jackie Owen (Busby, East Renfrewshire, 1883 – Prága, 1925) skót labdarúgó, fedezet. Róla nevezték el a Lex Owen nevű futball-törvényt, mely a magyar labdarúgásban 1913-tól 1925-ig volt hatályban.

## Pályafutása
Jackie Owen 1883-ban született a skóciai Busbyban. Labdarúgó pályafutását a Rutherglen Victoria és a Leven Victoria csapatainál kezdte, majd a Hibernian csapatához szerződött, ahol nem sikerült magát beverekednie az első csapatba. Ezután a Greenock Morton labdarúgója lett, majd 1905-ben az angol másodosztályú Barnsley szerződtette, amelynek színeiben harminc mérkőzésen tizenhárom gólt szerzett. 1906 és 1911 között a Bolton Wanderers csapatában kilencvennyolc mérkőzésen húsz találatot jegyzett. Ezután alacsonyabb ligás csapatoknál szerepelt, mielőtt 1913 telén leszerződtette őt a magyar élvonalbeli MTK csapata. Archiválva 2020. szeptember 17-i dátummal a Wayback Machine-ben Az MTK-ban öt bajnoki mérkőzésen hat gólt szerzett, az 1913–14-es idény végén bajnoki címet és kupagyőzelmet ünnepelhetett. Tagja volt az 1920-ban megalakuló Leeds United csapatának.

## Lex Owen
Miután 1913 év elején leszerződtette Owent az MTK csapata, egy ideig még nem léphetett pályára bajnoki mérkőzésen, mivel a játékengedélye még nem érkezett meg Angliából. Március elején az MLSZ határozatot hozott, mely kimondta azt, hogy idegen játékosok csak egy esztendei itt tartózkodás után űzhetik sportszerűen a labdarúgó sportot, tehát e határozat értelmében az év elején Magyarországon letelepedett Owen is leghamarabb a következő idény tavaszi felében szerepelhetett volna először a csapatban. Az MTK fellebbezett a határozat ellen, az ügy végére pedig 1913 júniusában került pont: a határozat megmaradt, viszont az Owenre visszamenőlegesen nem vonatkozott, mert ő az átigazolási kérelmét már annak hatályba lépés előtt benyújtotta a szövetségnél. Így Owen június 15-én mutatkozott be az UTE ellen a bajnokságban. A Lex Owent 1925-ben törölte el az MLSZ.

## Sikerei, díjai
- MTK
  - Magyar bajnok: 1913–14
  - Magyar kupagyőztes: 1914